# Liste des missions diplomatiques des Émirats arabes unis

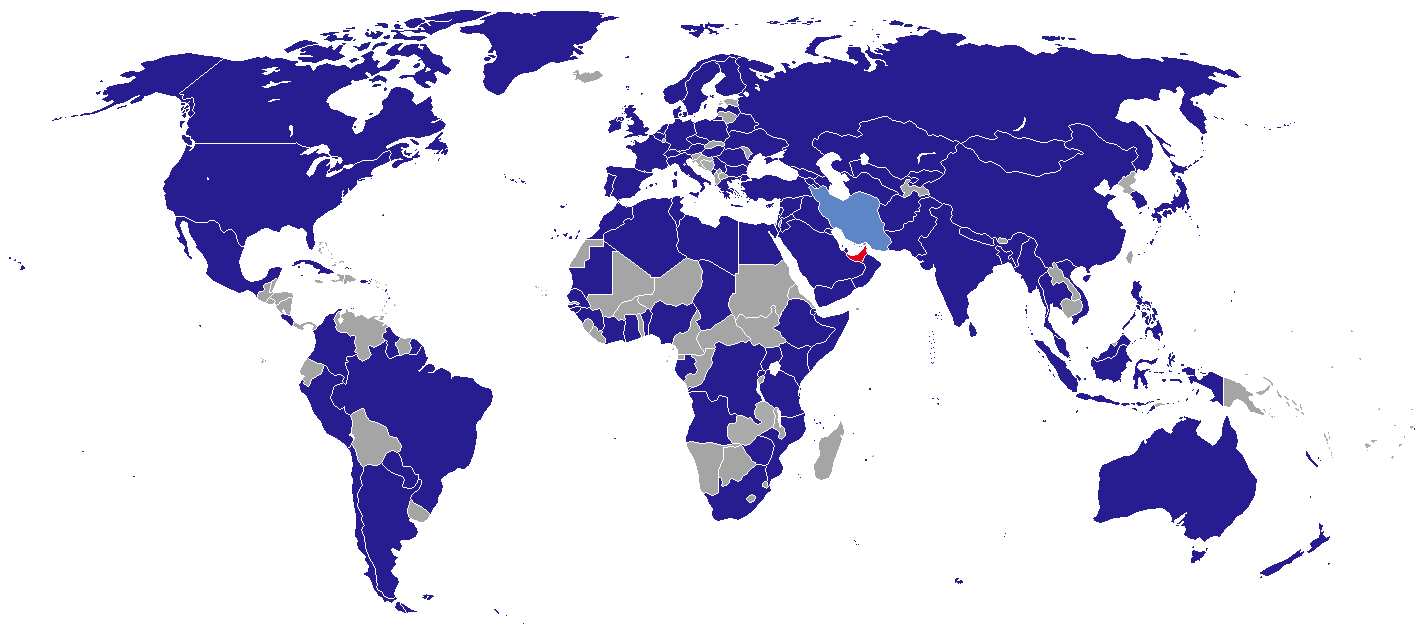
Carte des missions diplomatiques émiraties

Ceci est une liste des missions diplomatiques des Émirats arabes unis, à l'exclusion des consulats honoraires.

## Afrique
- Afrique du Sud
  - Pretoria (Ambassade)
- Algérie
  - Alger (Ambassade)
- Angola
  - Luanda (Ambassade)
- Comores
  - Moroni (Ambassade)
- Côte d’Ivoire
  - Abidjan (Ambassade)
- Djibouti
  - Djibouti (Ambassade)
- Égypte
  - Le Caire (Ambassade)
- Éthiopie
  - Addis-Abeba (Ambassade)
- Ghana
  - Accra (Ambassade)
- Guinée
  - Conakry (Ambassade)
- Kenya
  - Nairobi (Ambassade)
- Libye
  - Tripoli (Ambassade)
- Mali
  - Bamako (Ambassade)
- Maroc
  - Rabat (Ambassade)
  - Laayoune (Consulat général)
- Mauritanie
  - Nouakchott (Ambassade)
- Mozambique
  - Maputo (Ambassade)
- Nigeria
  - Abuja (Ambassade)
  - Lagos (Consulat général)
- Ouganda
  - Kampala (Ambassade)
- Rwanda
  - Kigali (Ambassade)
- Senegal
  - Dakar (Ambassade)
- Seychelles
  - Victoria (Ambassade)
- Somalia
  - Mogadishu (Ambassade)
- Tanzanie
  - Dar es Salaam (Ambassade)
  - Zanzibar (Consulat général)
- Tchad
  - N'Djamena (Ambassade)
- Tunisie
  - Tunis (Ambassade)
- Zimbabwe
  - Harare (Ambassade)

## Amériques
- Argentine
  - Buenos Aires (Ambassade)
- Brésil
  - Brasília (Ambassade)
  - São Paulo (Consulat général)
- Canada
  - Ottawa (Ambassade)
- Chili
  - Santiago de Chile (Ambassade)
- Colombie
  - Bogotá (Ambassade)
- Costa Rica
  - San José (Ambassade)
- Cuba
  - Havana (Ambassade)
- États-Unis
  - Washington, D.C. (Ambassade (en))
  - Boston (Consulat général)
  - Houston (Consulat général)
  - Los Angeles (Consulat général)
  - New York City (Consulat général)
- Guyana
  - Georgetown (Ambassade)
- Mexique
  - Mexico (Ambassade)
- Panama
  - Panama (Ambassade)
- Peru
  - Lima (Ambassade)

## Asie
- Afghanistan
  - Kabul (Ambassade)
- Arabie-Saoudite
  - Riyad (Ambassade)
  - Djeddah (Consulat général)
- Arménie
  - Yerevan (Ambassade)
- Azerbaïdjan
  - Baku (Ambassade)
- Bahrain
  - Manama (Ambassade)
- Bangladesh
  - Dhaka (Ambassade)
- Chine
  - Beijing (Ambassade)
  - Guangzhou (Consulat général)
  - Hong Kong (Consulat général)
  - Shanghai (Consulat général)
- Corée du Sud
  - Seoul (Ambassade)
- Géorgie
  - Tbilisi (Ambassade)
- Inde
  - New Delhi (Ambassade)
  - Mumbai (Consulat général)
  - Trivandrum (Consulat général)[1]
- Indonésie
  - Jakarta (Ambassade)
- Iran
  - Tehran (Ambassade)
  - Bandar Abbas (Consulat général)
- Irak
  - Baghdad (Ambassade)
- Israël
  - Tel Aviv (Ambassade)[2]
- Japon
  - Tokyo (Ambassade)
- Jordanie
  - Amman (Ambassade)
- Kazakhstan
  - Astana (Ambassade)
- Koweït
  - Kuwait City (Ambassade)
- Liban
  - Beirut (Ambassade)
- Malaisie
  - Kuala Lumpur (Ambassade)
- Maldives
  - Malé (Ambassade)
- Mongolie
  - Ulaanbaatar (Ambassade)
- Nepal
  - Kathmandu (Ambassade)
- Oman
  - Muscat (Ambassade)
- Pakistan
  - Islamabad (Ambassade (en))
  - Karachi (Consulat général (en))
- Palestine
  - Ramallah (Bureau de représentation)
- Philippines
  - Manila (Ambassade)
- Qatar
  - Doha (Ambassade)
- Singapour
  - Singapour (Ambassade)
- Sri Lanka
  - Colombo (Ambassade)
- Syrie
  - Damas (Ambassade)
- Thaïlande
  - Bangkok (Ambassade)
- Turquie
  - Ankara (Ambassade)
  - Istanbul (Consulat général)
- Turkmenistan
  - Ashgabat (Ambassade)
- Uzbekistan
  - Tashkent (Ambassade)
- Vietnam
  - Hanoi (Ambassade)

## Europe
- Allemagne
  - Berlin (Ambassade)
  - Bonn (Embassy branch office)
  - Munich (Consulat général)
- Autriche
  - Vienne (Ambassade)
- Belgique
  - Bruxelles (Ambassade)
- Biélorussie
  - Minsk (Ambassade)
- Bulgarie
  - Sofia (Ambassade)
- Chypre
  - Nicosia (Ambassade)
- Danemark
  - Copenhagen (Ambassade)
- Espagne
  - Madrid (Ambassade)
- Finlande
  - Helsinki (Ambassade)
- France
  - Paris (Ambassade)
- Grèce
  - Athens (Ambassade)
- Hongrie
  - Budapest (Ambassade)
- Ireland
  - Dublin (Ambassade)
- Italie
  - Rome (Ambassade)
- Lettonie
  - Riga (Ambassade)
- Montenegro
  - Podgorica (Ambassade)
- Norvège
  - Oslo (Ambassade)
- Pays-Bas
  - La Haye (Ambassade)
- Pologne
  - Warsaw (Ambassade)
- Portugal
  - Lisbon (Ambassade)
- Romania
  - Bucharest (Ambassade)
- Royaume-Uni
  - Londres (Ambassade (en))
- Russie
  - Moscow (Ambassade)
- Serbie
  - Belgrade (Ambassade)
- Suède
  - Stockholm (Ambassade)
- Suisse
  - Berne (Ambassade)
- Tchéquie
  - Prague (Ambassade)
- Ukraine
  - Kiev (Ambassade)

## Océanie
- Australie
  - Canberra (Ambassade)
  - Melbourne (Consulat général)
- Nouvelle-Zélande
  - Wellington (Ambassade)

## Organisations multilatérales
- Bruxelles (Mission auprès de l' Union européenne )
- Le Caire (Mission permanente auprès de la Ligue arabe )
- Genève (Missions permanentes auprès des Nations Unies et d'autres organisations internationales)
- New York (Mission permanente auprès des Nations Unies )
- Vienne (Missions permanentes auprès de l' AIEA et de l'OTICE (en))

## Galerie

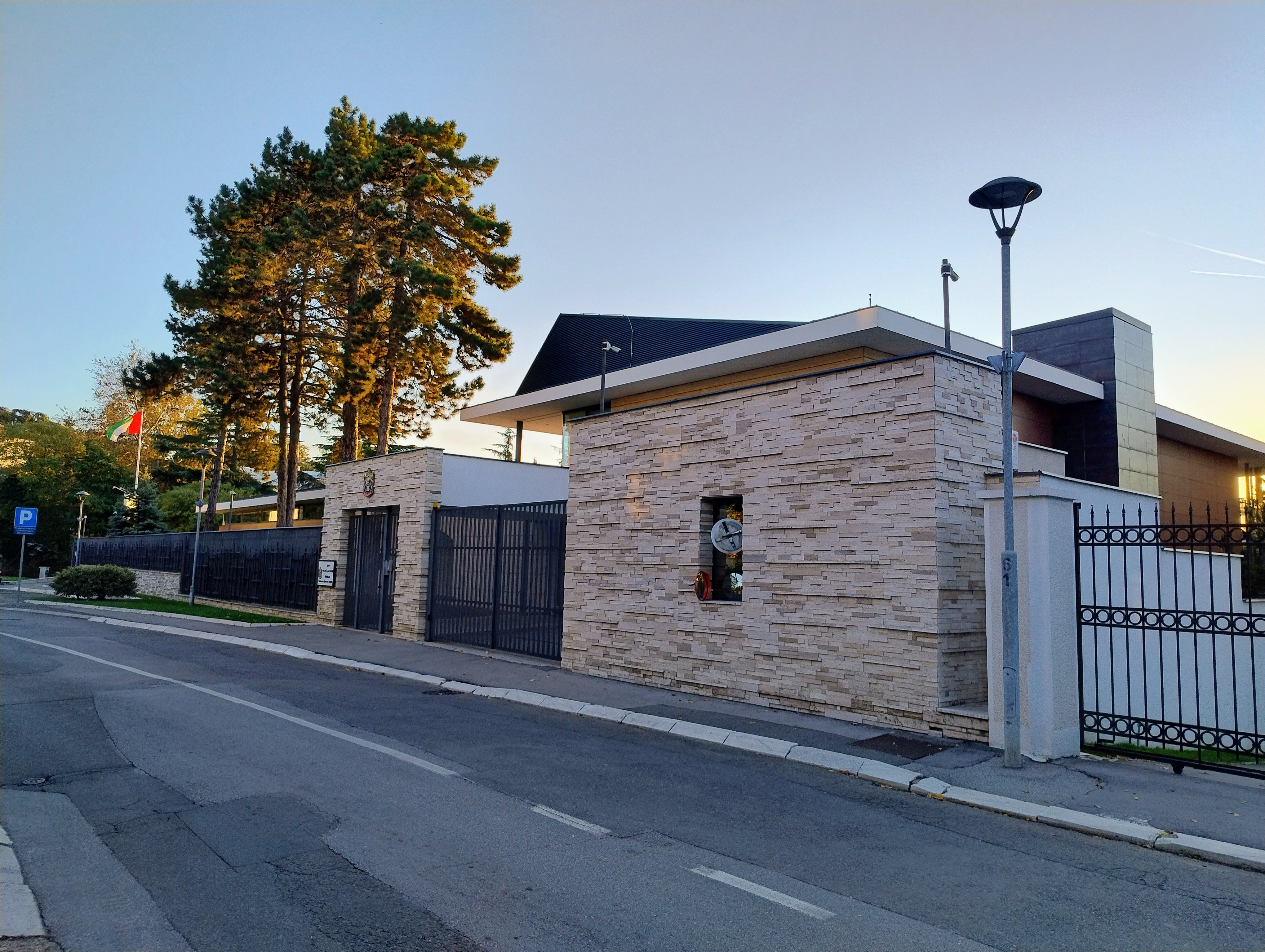
Ambassade à Belgrade
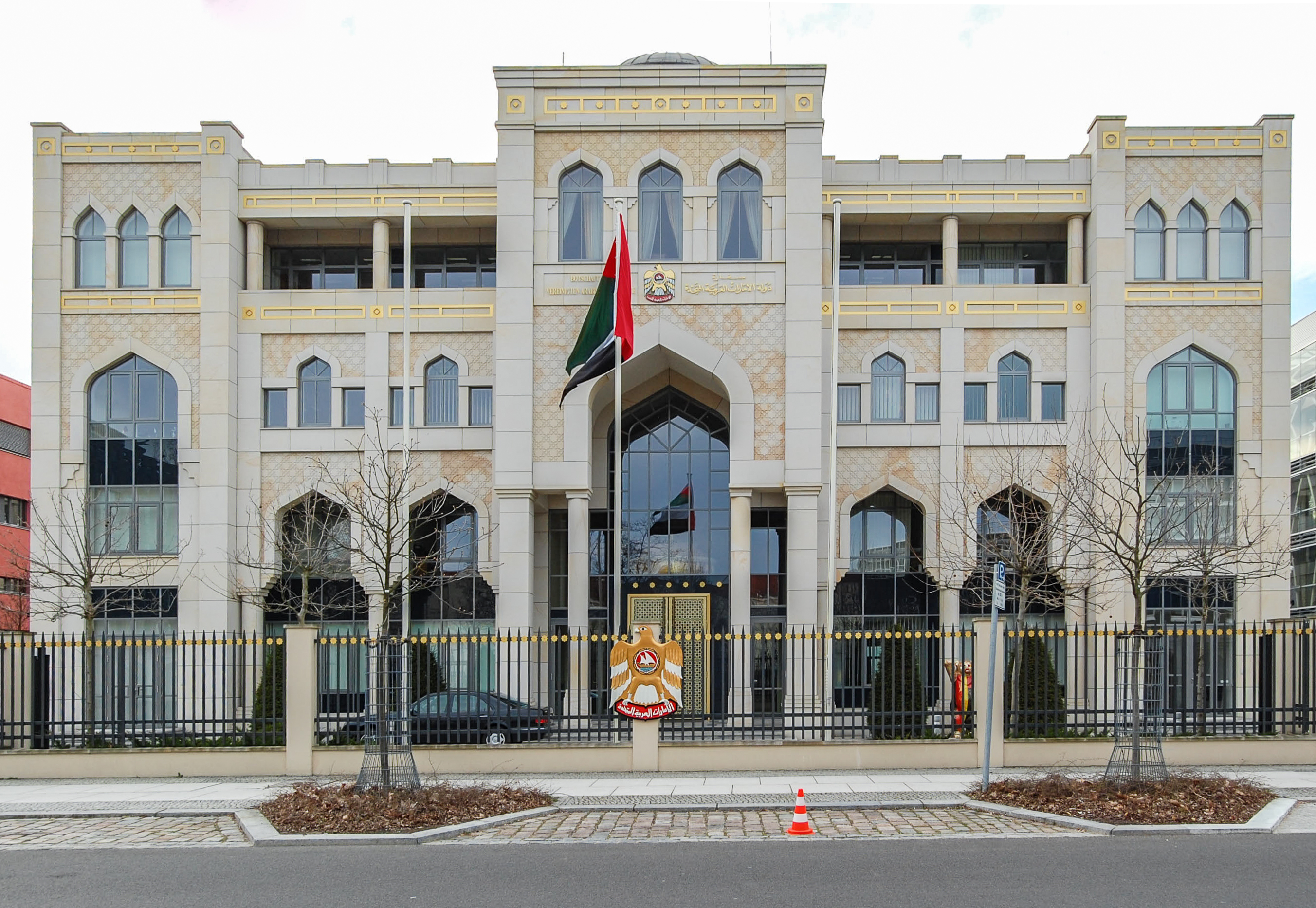
Ambassade à Berlin
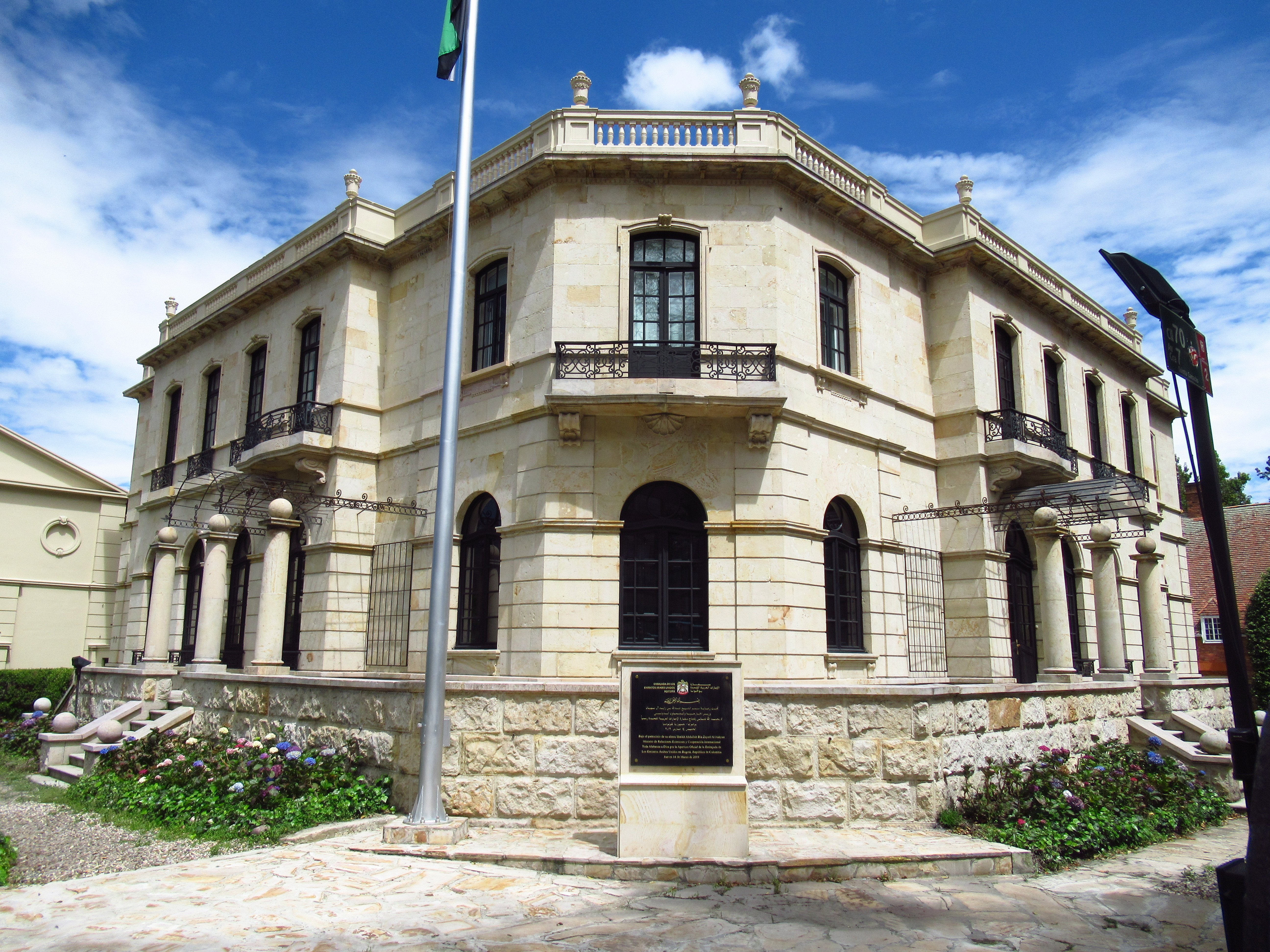
Ambassade à Bogota
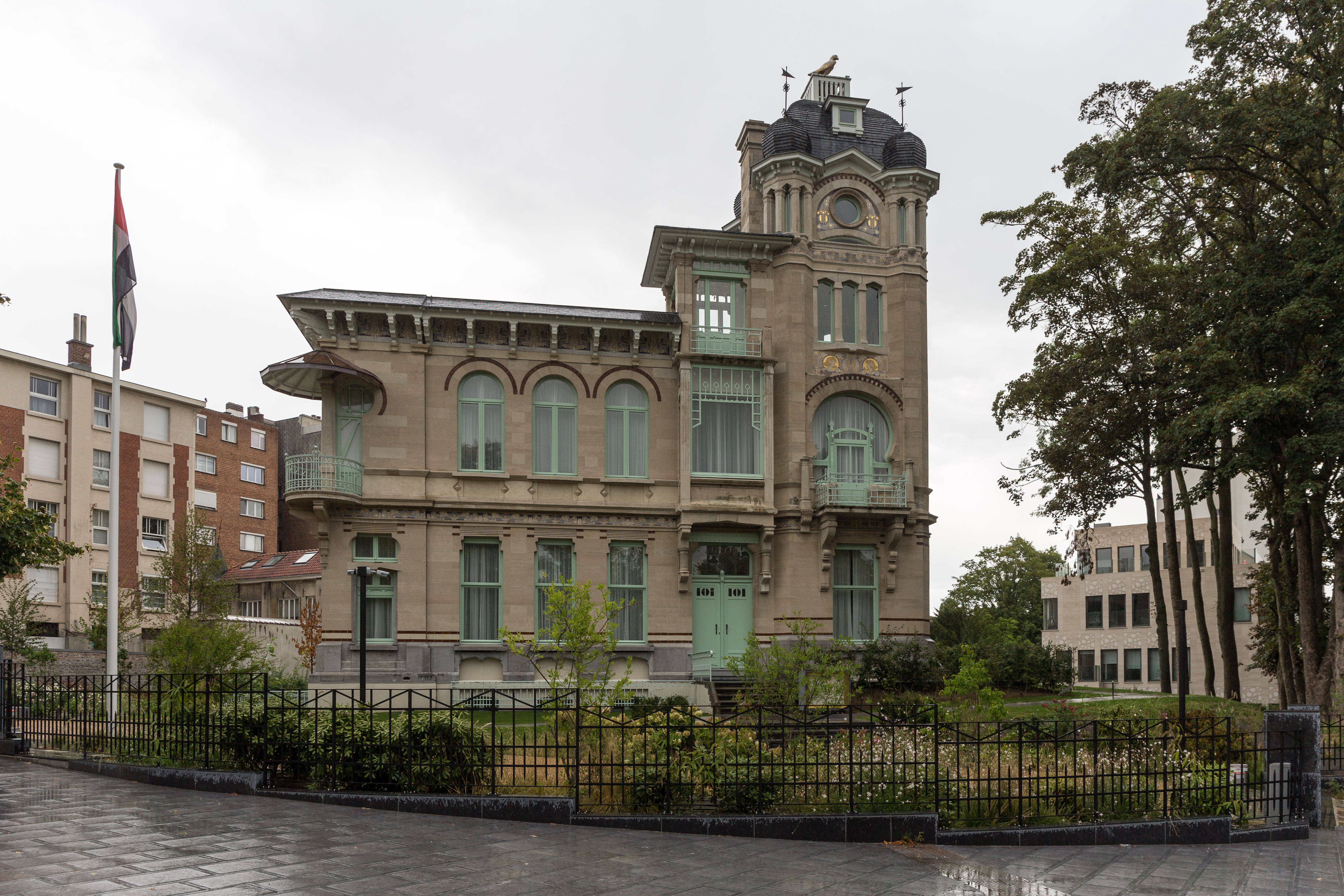
Ambassade à Bruxelles
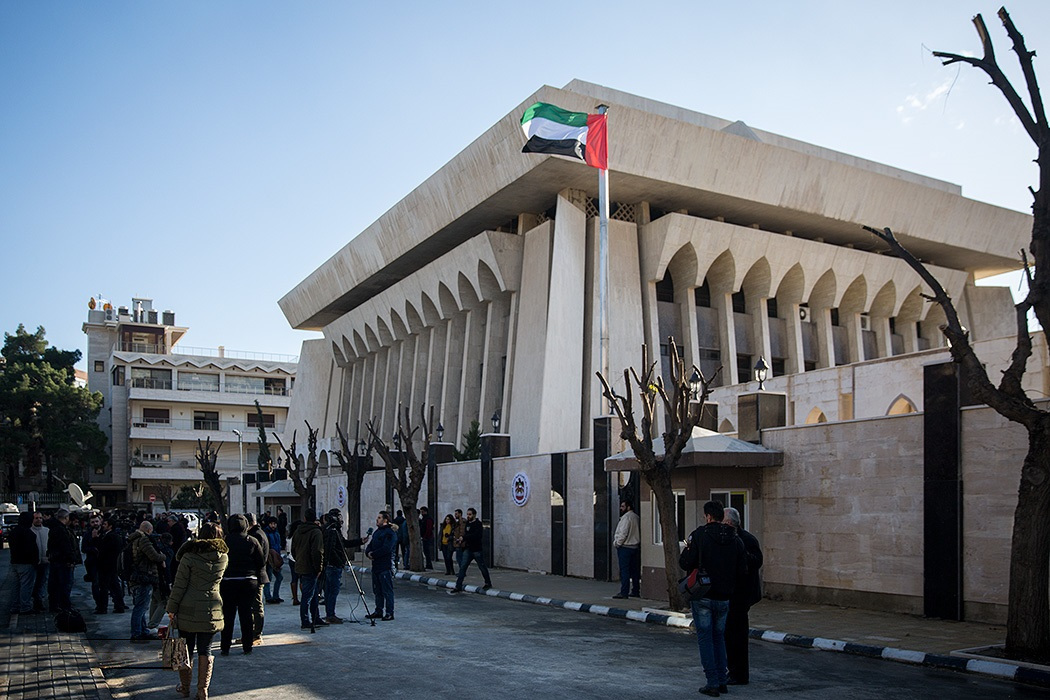
Ambassade à Damas
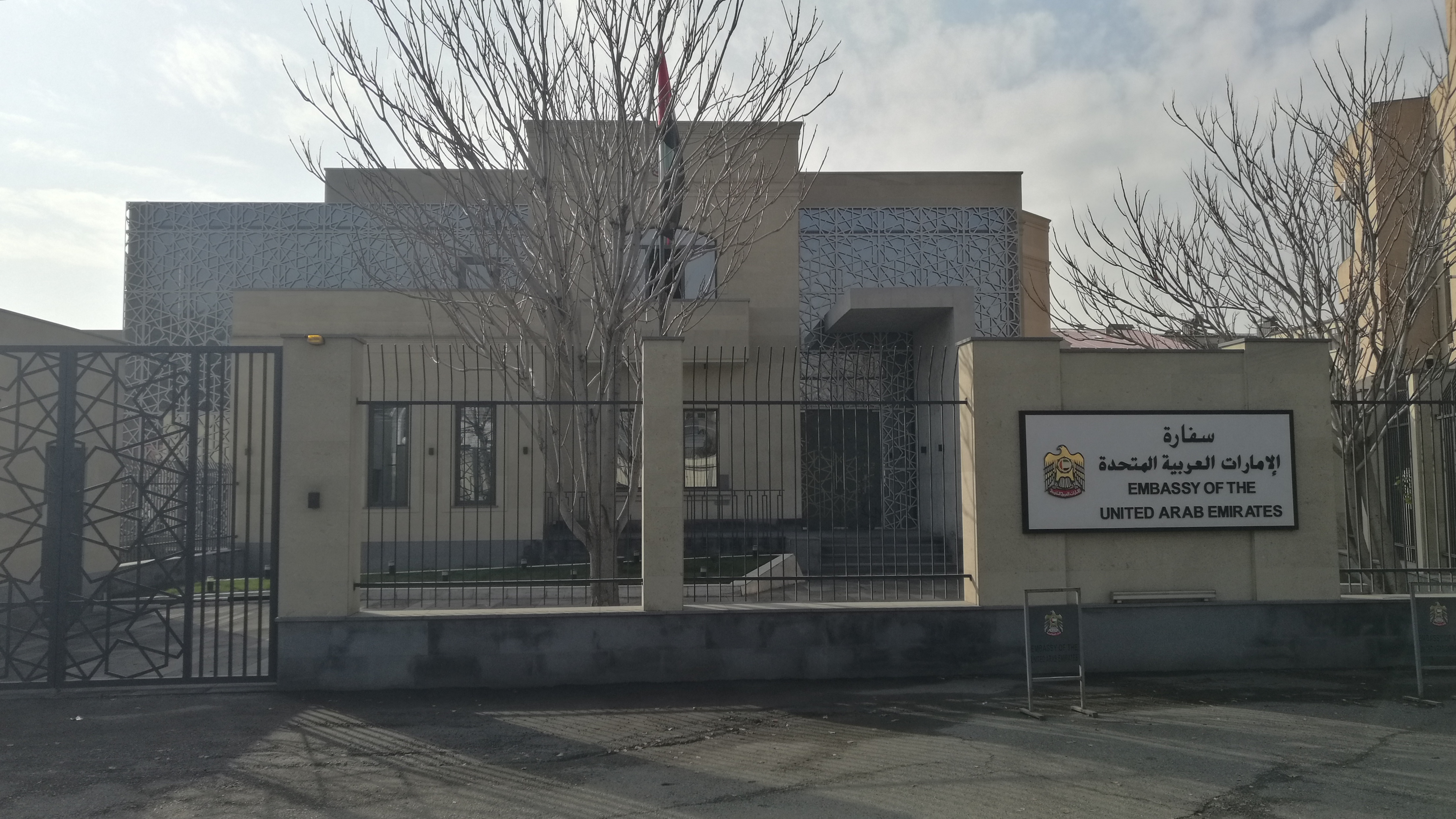
Ambassade à Erevan
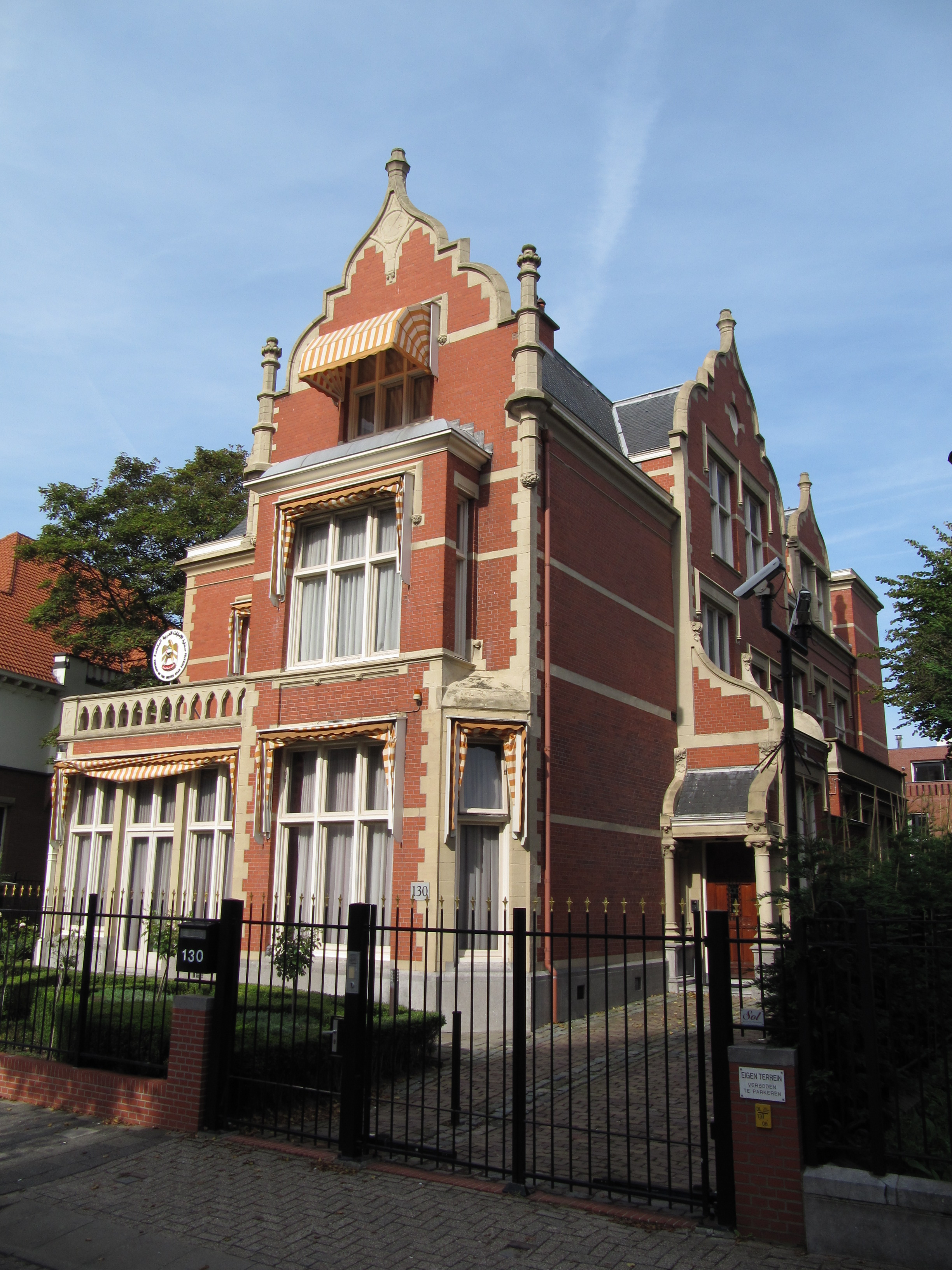
Ambassade à La Haye
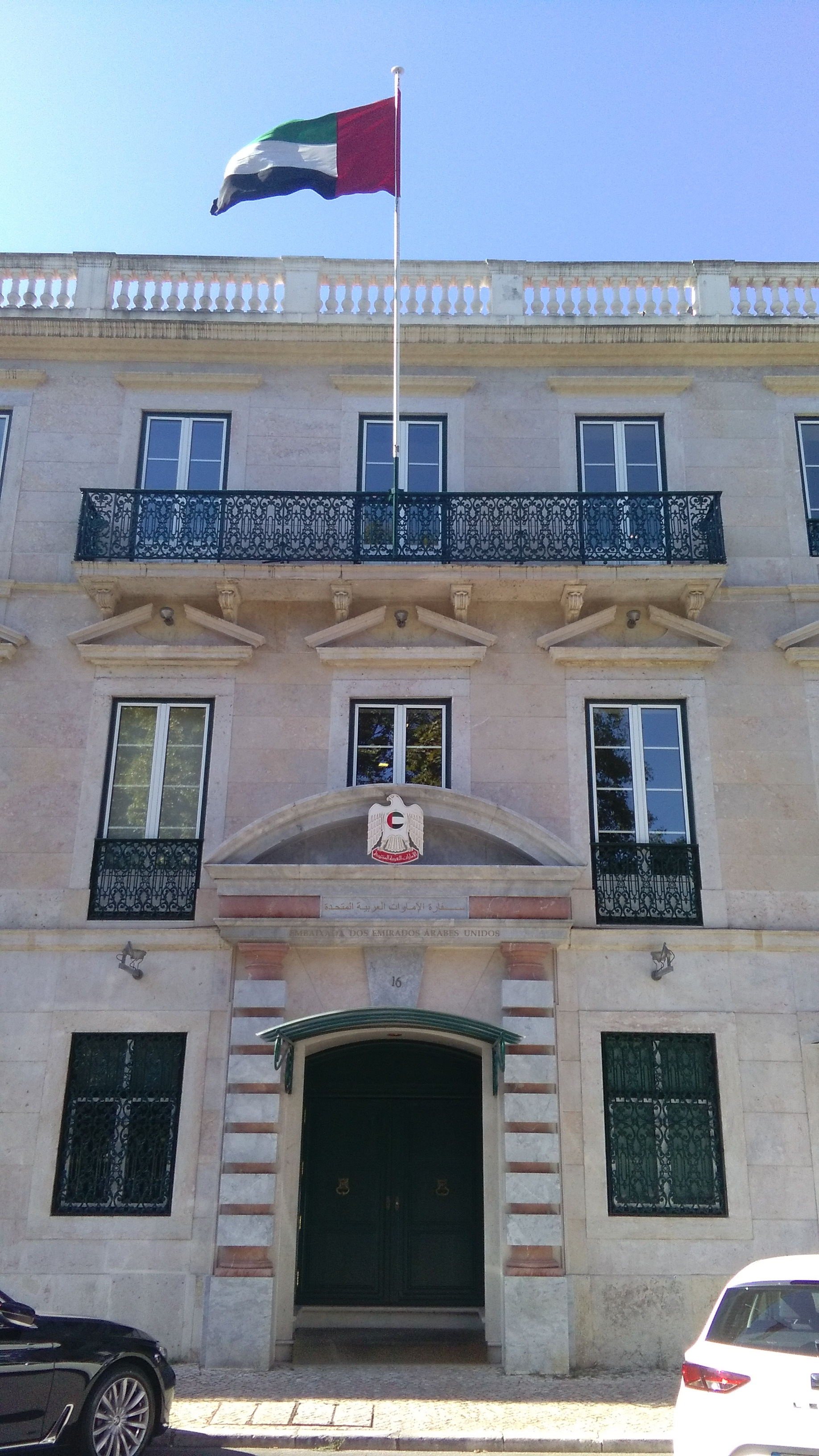
Ambassade à Lisbonne
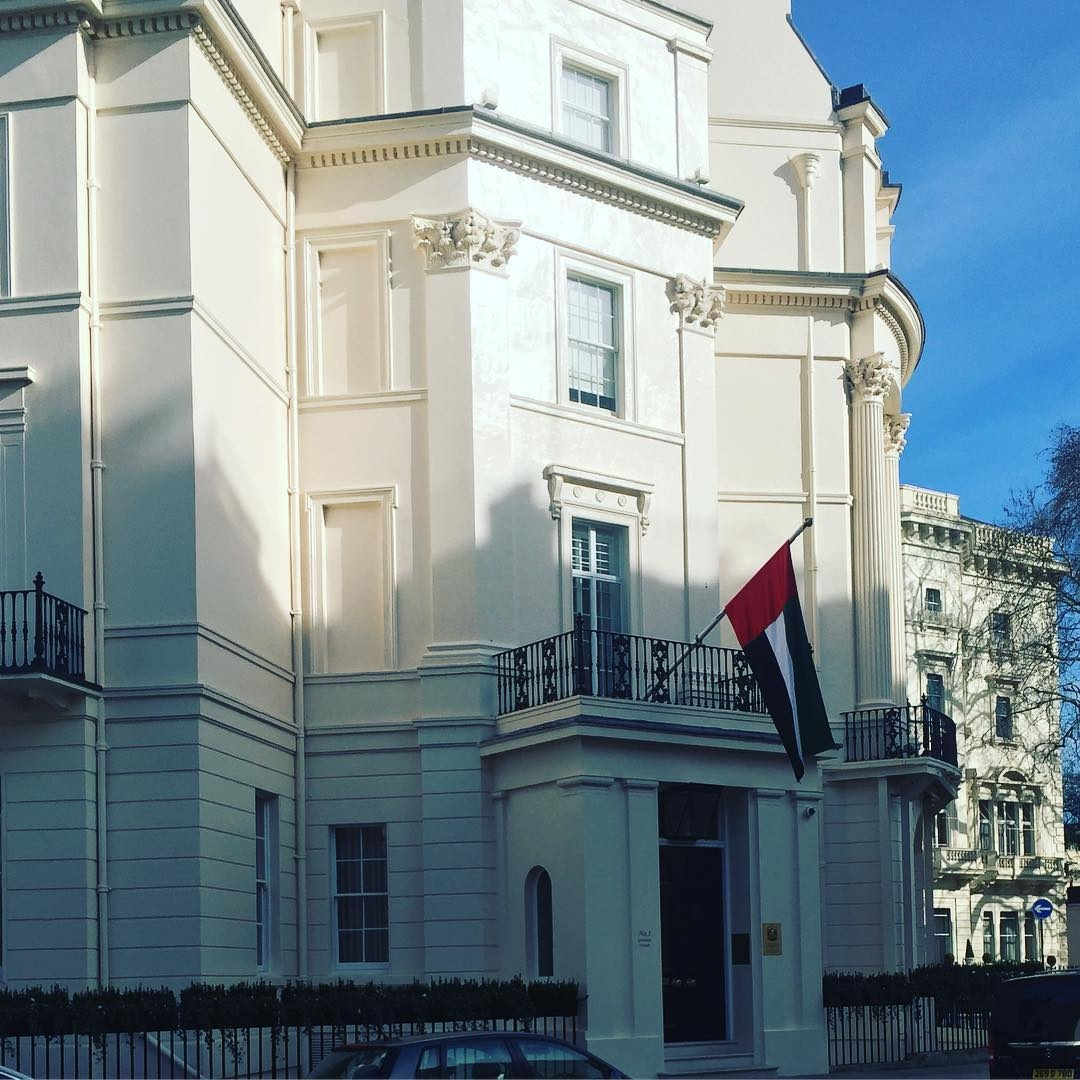
Ambassade à Londres
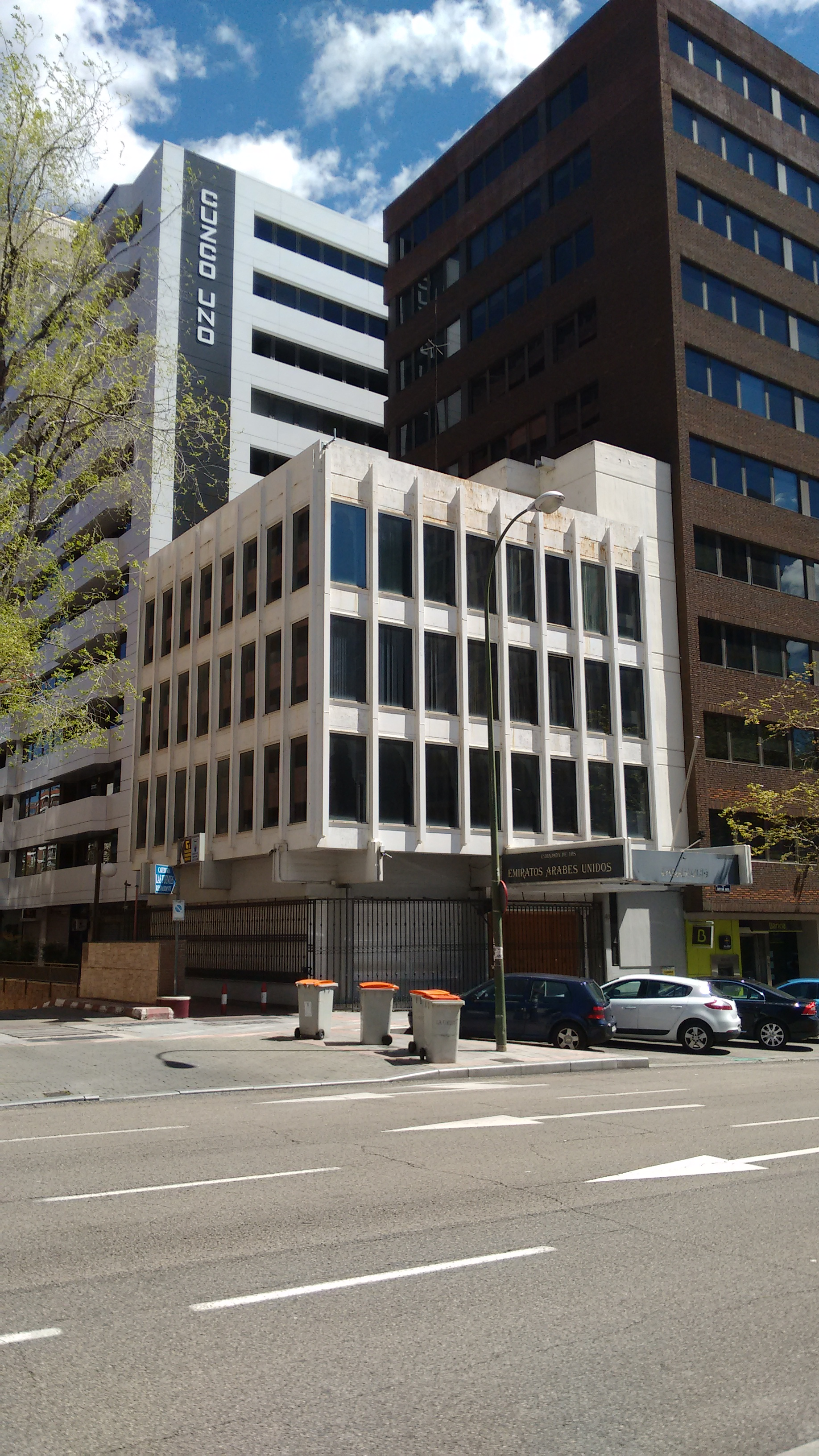
Ambassade à Madrid
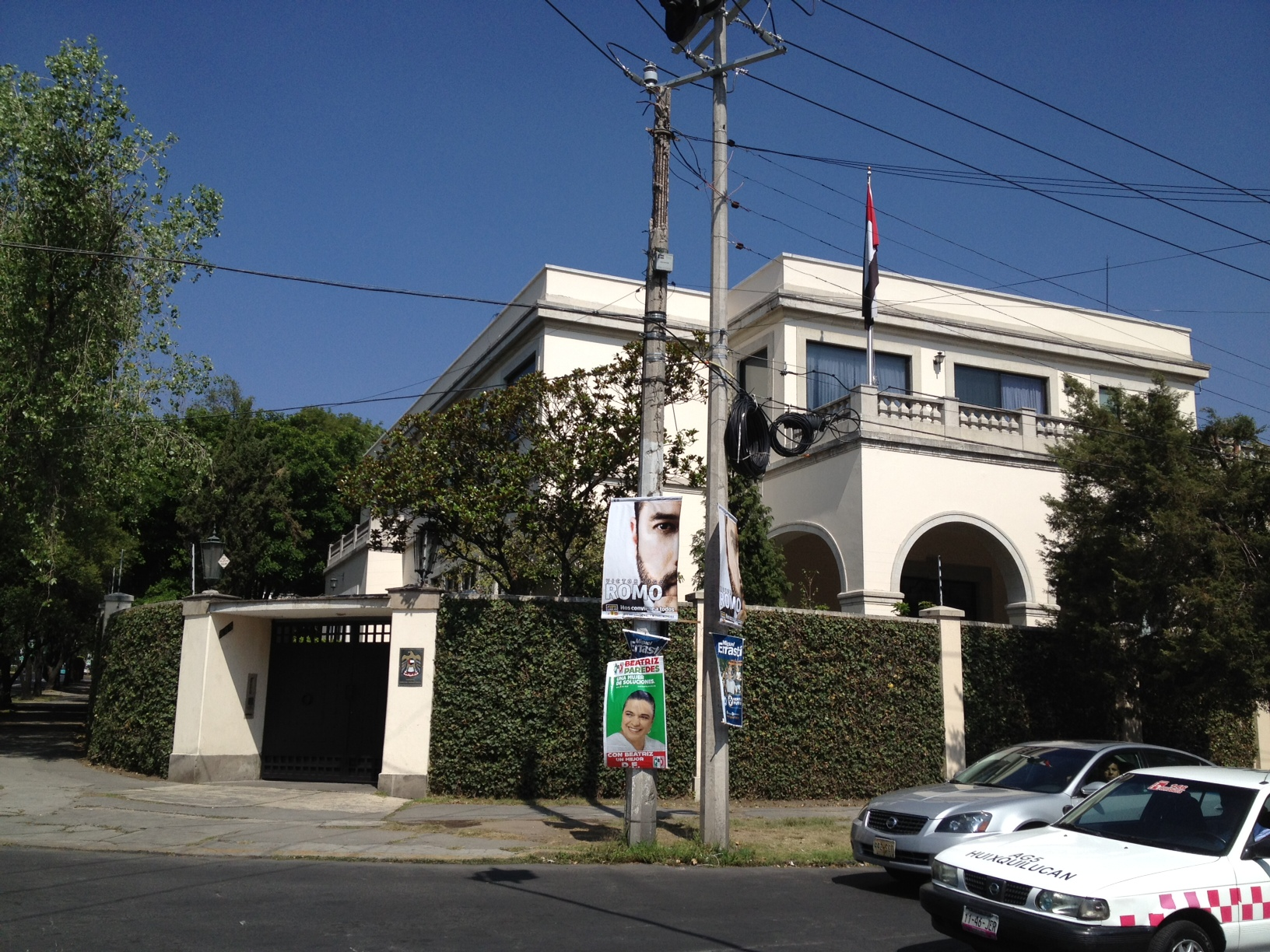
Ambassade à Mexico
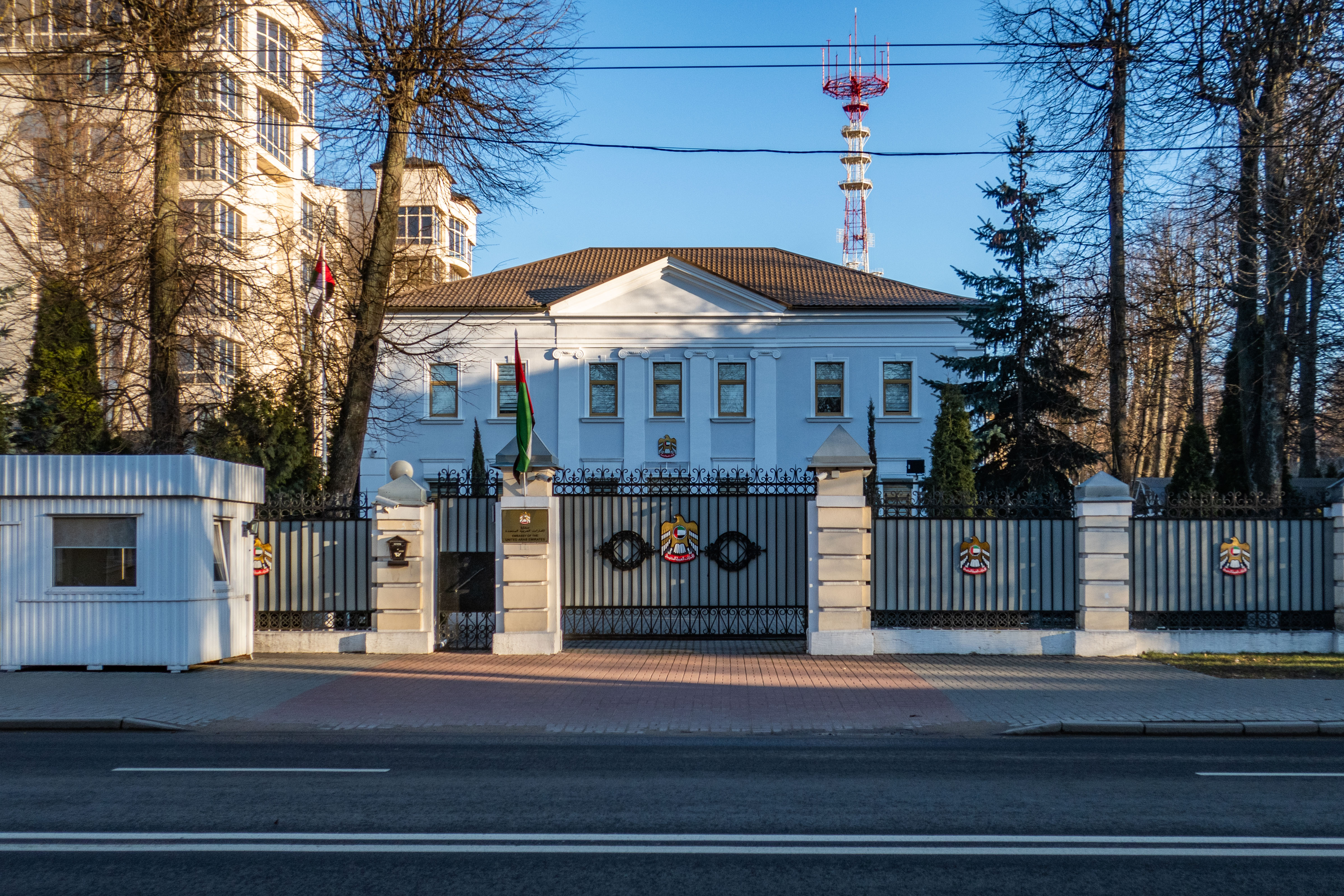
Ambassade à Minsk
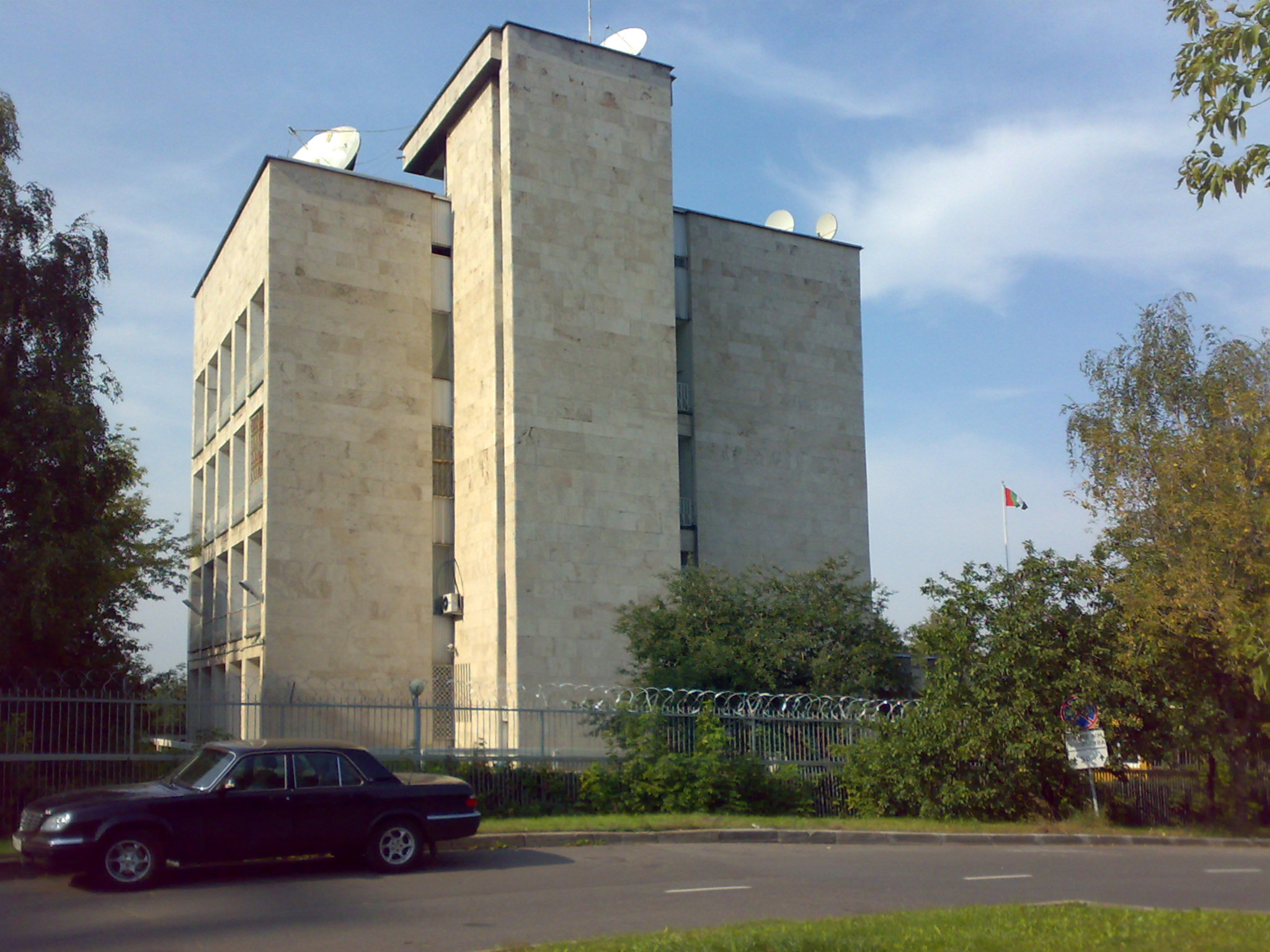
Ambassade à Moscou
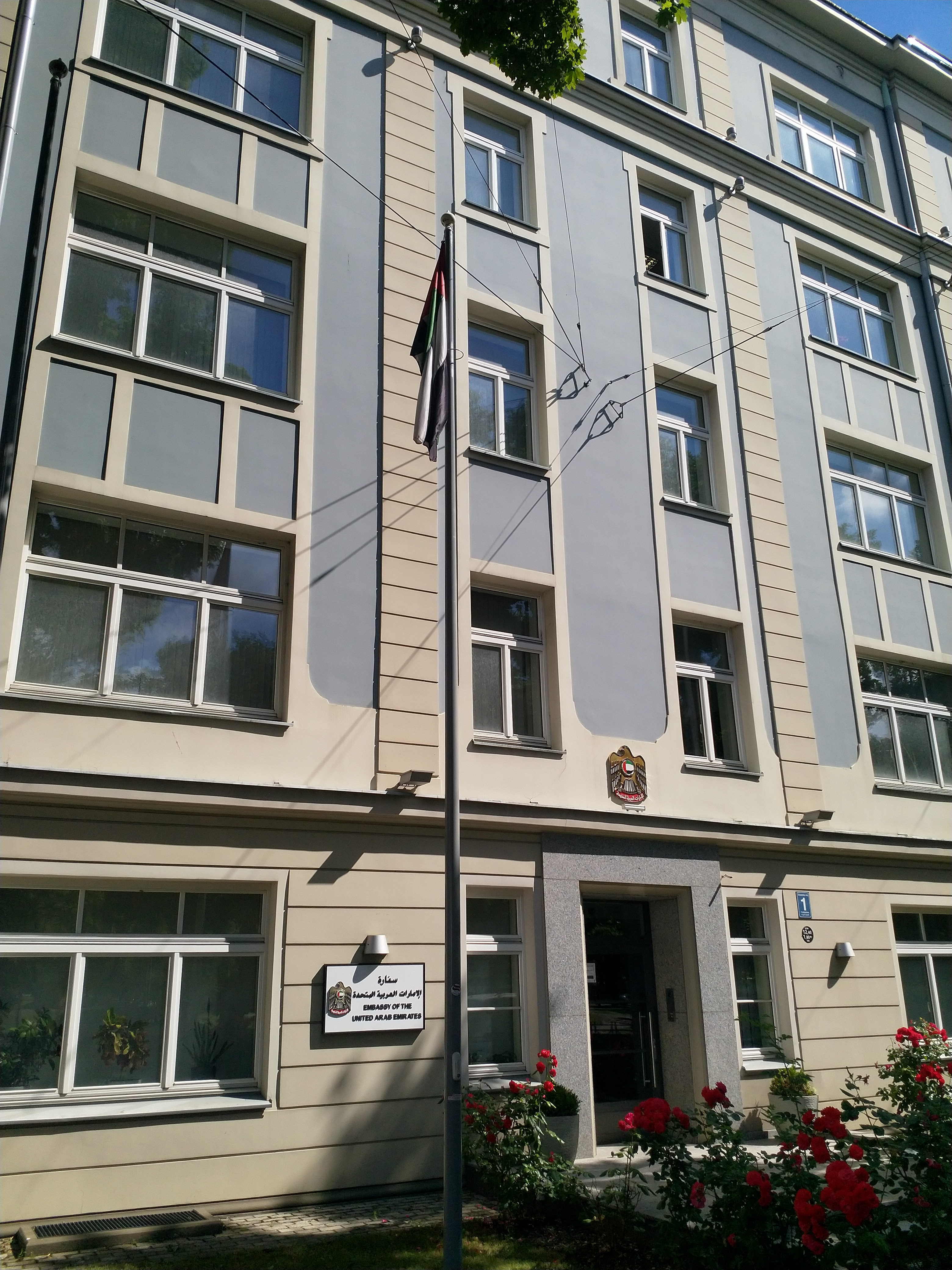
Ambassade à Riga
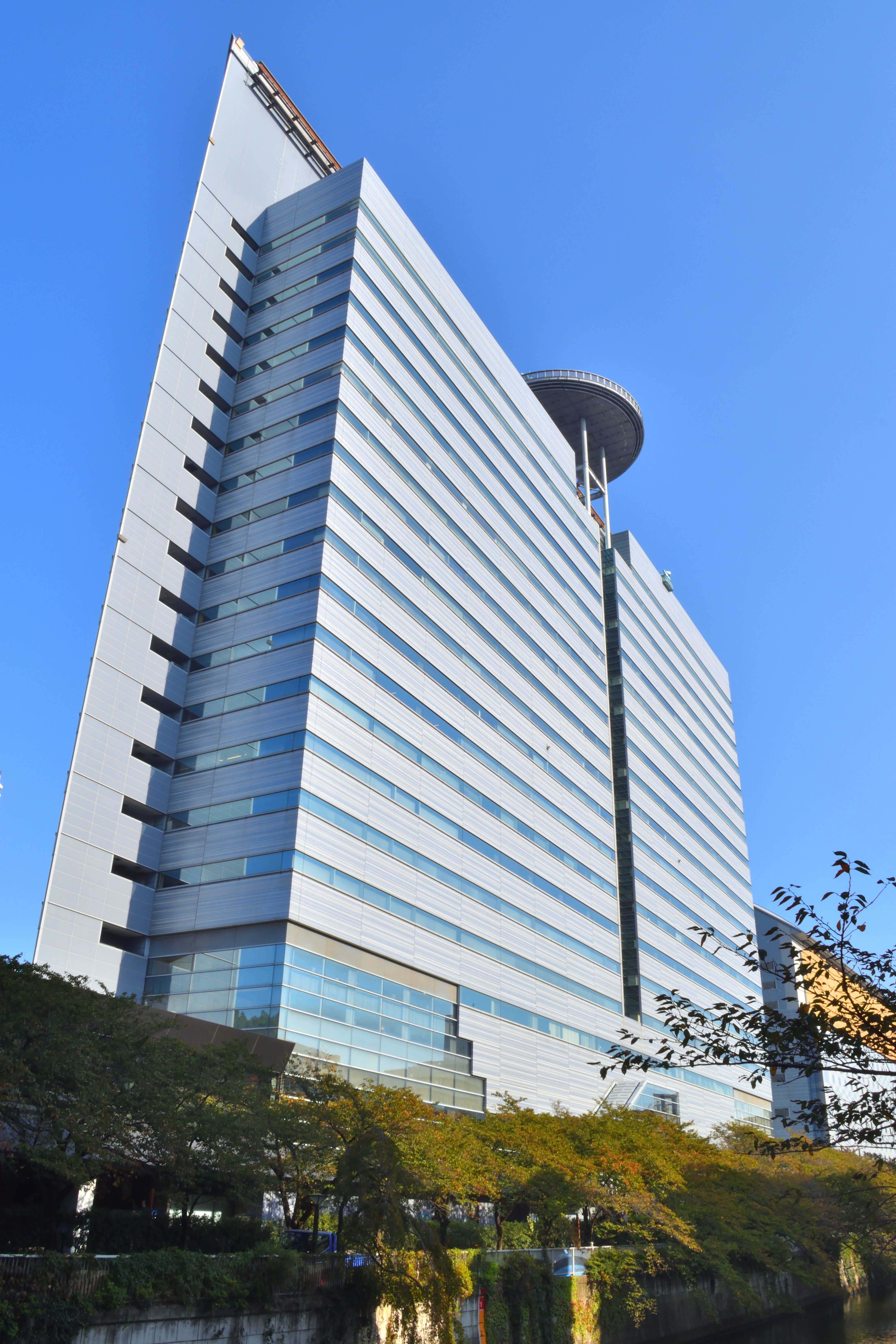
Ambassade à Tokyo
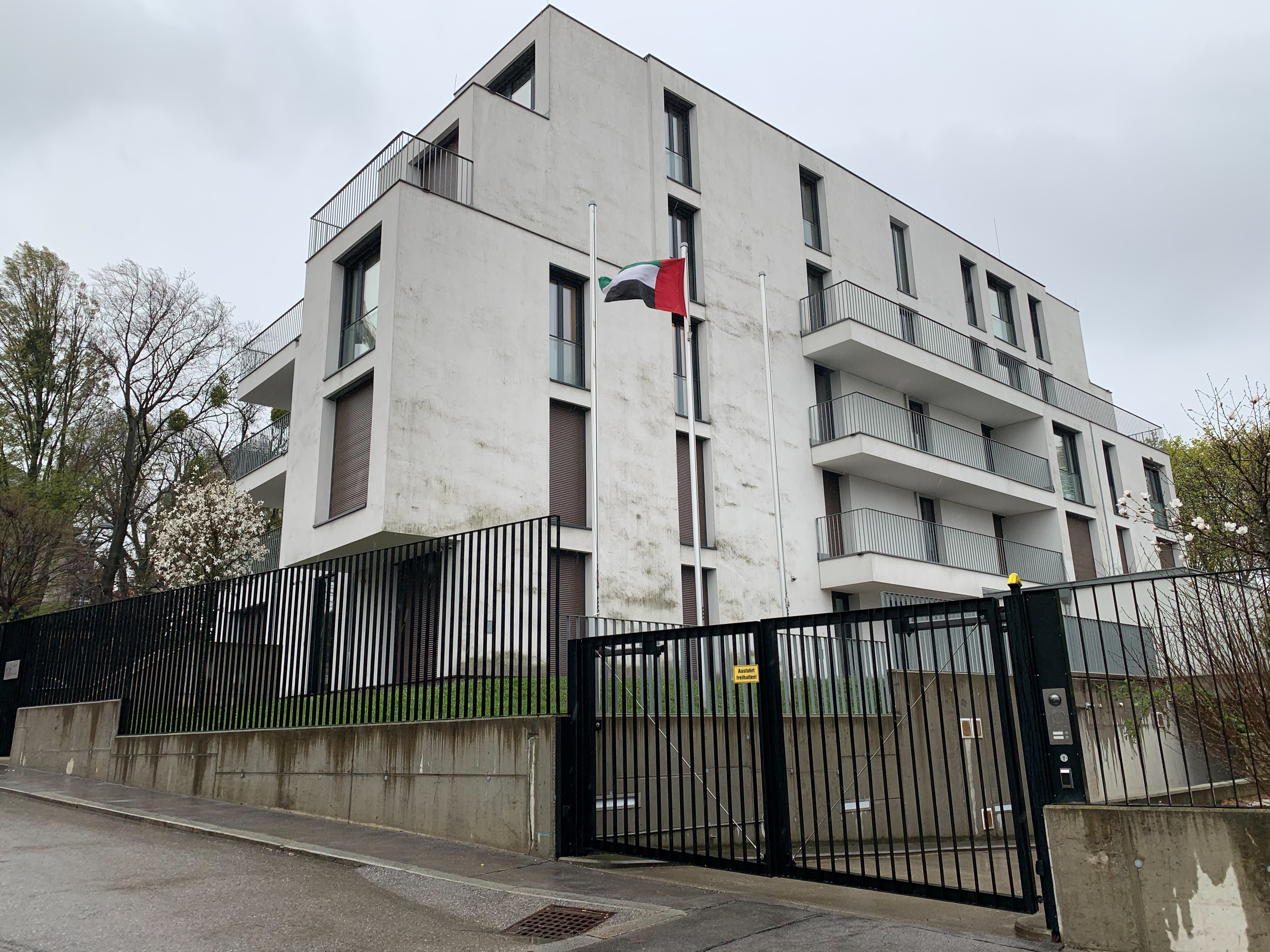
Ambassade à Vienne
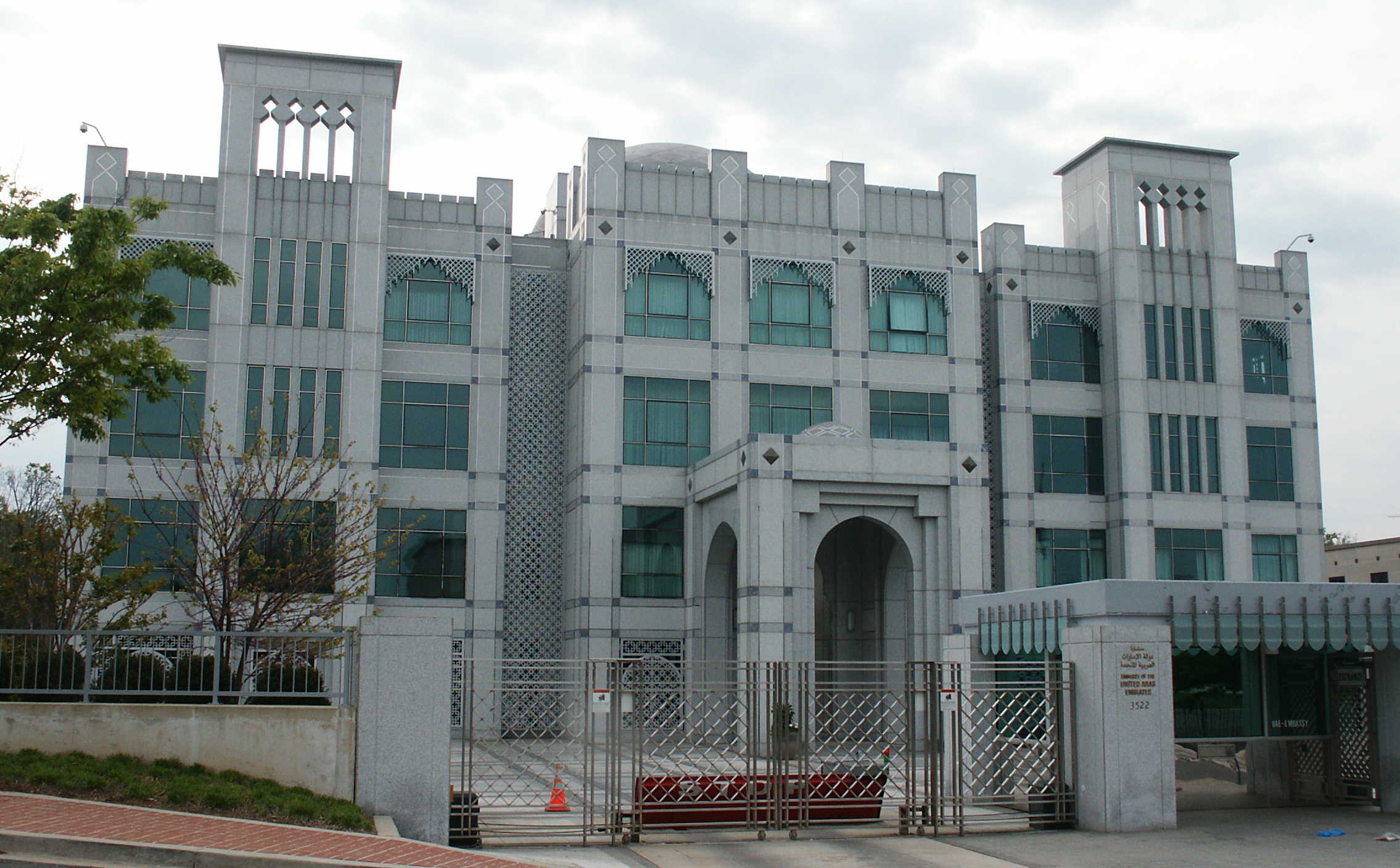
Ambassade à Washington, DC

## Missions diplomatiques à ouvrir
- Kosovo
  - Pristina (Ambassade)

## Voir également
- Liste des missions diplomatiques aux Émirats arabes unis
- Relations extérieures des Émirats arabes unis